# کایوپوو
کایوپوو (به لاتین: Kayupovo) یک منطقهٔ مسکونی در روسیه است که در باشقیرستان واقع شده‌است.